# George Becali
George „Gigi” Becali (ur. 25 czerwca 1958 w Zagnie w okręgu Braiła) – rumuński polityk i przedsiębiorca, właściciel klubu piłkarskiego Steaua Bukareszt, poseł do Parlamentu Europejskiego, parlamentarzysta krajowy.

## Życiorys
Po ukończeniu szkoły średniej podjął studia prawnicze na Uniwersytecie Bukareszteńskim. Zajął się prowadzeniem działalności gospodarczej w różnych branżach, kontrolując różne spółki prawa handlowego i powołaną przez siebie fundację. Stał się jednym z najbogatszych ludzi w Rumunii. W latach 90. wszedł do rady właścicieli klubu piłkarskiego Steaua Bukareszt, przejął wkrótce faktyczną władzę w klubie.
Wielokrotnie wywoływał kontrowersje swoimi publicznymi wypowiedziami określanymi jako ksenofobiczne. Twierdził m.in., że klub sportowy CFR 1907 Cluj jest finansowany przez „węgierskich masonów”. Prowadzono również postępowania związane z podejrzeniami co do nieprawidłowości prowadzonych przez niego interesów biznesowych. W 2009 przez kilkanaście dni był tymczasowo aresztowany pod zarzutem bezprawnego pozbawienia wolności. Został zatrzymany po tym, jak z ochroniarzami wywiózł trzech mężczyzn podejrzewanych o kradzież jego samochodu.
W 2000 kandydował do Izby Deputowanych jako przedstawiciel organizacji mniejszości włoskiej. W 2004 stanął na czele Partii Nowej Generacji. W tym samym roku ubiegał się o urząd prezydenta, zdobywając w pierwszej turze wyborów 1,77% głosów. W 2007 i 2008 jego ugrupowanie nie przekraczało wyborczego progu w wyborach europejskich i krajowych.
W wyborach w 2009 jako niezależny kandydat z listy Partii Wielkiej Rumunii uzyskał mandat deputowanego do Parlamentu Europejskiego. Nie przystąpił do żadnej frakcji, został członkiem Komisji Handlu Międzynarodowego.
W listopadzie 2009 wziął udział w wyborach prezydenckich w Rumunii, w których zajął siódme miejsce, uzyskując 1,91% głosów poparcia.
W 2012 w wyborach krajowych z rekomendacji Partii Narodowo-Liberalnej uzyskał mandat posła do Izby Deputowanych. W 2013 został skazany na karę trzech lat pozbawienia wolności za nadużycia przy wymianie gruntów z ministerstwem obrony narodowej w latach 1996–1999.
Związał się później z Sojuszem na rzecz Jedności Rumunów. W 2024 z jego ramienia został ponownie wybrany do niższej izby rumuńskiego parlamentu.